# 伊集院忠真
伊集院 忠真（いじゅういん ただざね）は、安土桃山時代の武将。島津氏の家臣。伊集院忠棟の嫡男。

## 生涯
天正4年（1576年）、島津氏家臣・伊集院忠棟の嫡男として誕生。
忠棟と同様、島津氏に仕え、慶長の役に出陣し、泗川の戦いでは忠真の部隊は6,500以上の首を挙げたとされる。ところが慶長4年（1599年）、忠棟が権勢を誇りすぎていたとして島津忠恒によって殺害されると、その跡を継ぐとともに居城の日向国庄内の都城に立て籠もり、島津氏に対して公然と反旗を翻した（庄内の乱）。
翌慶長5年（1600年）に徳川家康の仲介のもと一旦は和睦が成立したが、忠真は再び背いた。これは、忠真が島津氏からの支配を離れて他家への奉公を希望していたが、忠恒がこれを絶対に認めなかったためといわれる。そのため、家康が再度仲介し、忠恒が頴娃1万石を忠真に宛てがうことで和睦が成立し、忠真は島津氏に帰属した。忠真は島津義弘の次女を娶っており、乱後は義弘の屋敷に預けられていたようである。しかし、帰属後も島津義久・忠恒はこれを警戒し、関ヶ原の戦い直前において関ヶ原本戦に出陣した義弘が再三にわたり自国に対して派兵を催促したが、乱を恐れて大規模な派兵を行えなかったため、義弘は関ヶ原において大大名らしからぬ少数ゆえの苦戦を強いられたといわれている。
慶長7年（1602年）、関ヶ原の戦いでの一件を謝罪するために忠恒は伏見へ上洛することになり、忠真もこれに従ったが、日向野尻での狩りの最中、忠恒の命により討たれた。なお、庄内の乱後にそれぞれ別の島津家家臣の屋敷に身柄を預けられていた弟の小伝次・三郎五郎・千次・忠真の母は、忠真が討たれた日に全員が殺害され、伊集院一族は皆ことごとく粛清された。忠真の死は対外的には淵脇平馬の誤射によるものとして処理され、淵脇は切腹となった。しかし、数年後に遺族は上級家臣である城士に取り立てられており、島津家による褒賞が行われたと見られる。
なお、忠真には男子はなかったが、千鶴という一人娘がおり、忠真の死後には忠恒の養女となり、松平定行の後室となった。また、妻の御下は島津久元の妻となった。

## 伊集院一族粛清の理由
島津忠恒は、「忠真が義久と義弘の間を裂き、自らは義弘側に就こうとしていた」ことや「小伝次が義久側の情報を義弘に流していた」を伊集院家粛清の理由としている。山本博文は、忠恒の上洛を義久やその家臣に認めさせる代償として、家中から嫌悪されていた伊集院家を粛清したのではないかと推測している。